# Lalla-Roukh
Personnages
- Noureddin, 1er ténor,
- Baskir, 1re basse chantante ou baryton,
- Bakbara, basse,
- Kaboul, basse,
- Lalla-Roukh, soprano,
- Mirza, soprano.

Lalla Roukh est un opéra-comique français en deux actes de Félicien David, sur un livret de Michel Carré et Hippolyte Lucas, d'après le poème Lalla Rookh: an Oriental Romance de Thomas Moore, créé le 12 mai 1862.
Il remporta un grand succès. Écho de celui-ci, au Carnaval de Paris de l'année suivante, un des six bœufs gras vedettes du cortège de la Promenade du Bœuf Gras était baptisé Lalla-Roukh.

## Synopsis
Lalla-Roukh, la fille de l'empereur moghol Aurangzeb, a été promise en mariage au roi de Samarcande. Accompagnée de ses confidents, Mirza et un eunuque appelé Baskir, elle part dans une caravane au palais d'été du roi pour le mariage. Comme la caravane se déplace à travers le Cachemire, elle est charmée par les chants nocturnes de Noureddin, un poète-chanteur mystérieux qui a rejoint la caravane. Le couple se rencontre à la nuit tombée et s'avoue leur amour mutuel. Lalla-Roukh dit que quand ils arriveront au palais, elle va tout avouer au roi et refusera de se marier avec lui, préférant vivre dans un simple chalet au Cachemire avec son véritable amour. Lorsque la caravane arrive enfin au palais, un coup de cymbales est entendu et le roi sort pour recevoir sa future épouse. À sa grande surprise, Lalla-Roukh se rend compte que le roi est en fait Noureddin.

## Distribution de la création
Créé le 12 mai 1862 à l’Opéra-Comique à Paris,. La distribution était composée de :
- Noureddin, 1er ténor, Montaubry,
- Baskir, 1re basse chantante ou baryton, Gourdin,
- Bakbara, basse, Davoust,
- Kaboul, basse, Lejeune,
- Lalla-Roukh, soprano, Marie Cico,
- Mirza, soprano, Bélia.

## Enregistrements
- Opera Lafayette (Washington) : Marianne Fiset, soprano ; Emiliano González Toro, ténor ; Nathalie Paulin, soprano ; David Newman, baryton ; Bernard Deletré, Andrew Adelsberger, baryton-basse  dir. Ryan Brown (27-29 janvier 2013, Naxos)[4],[5] (OCLC 873945864)